# 文明

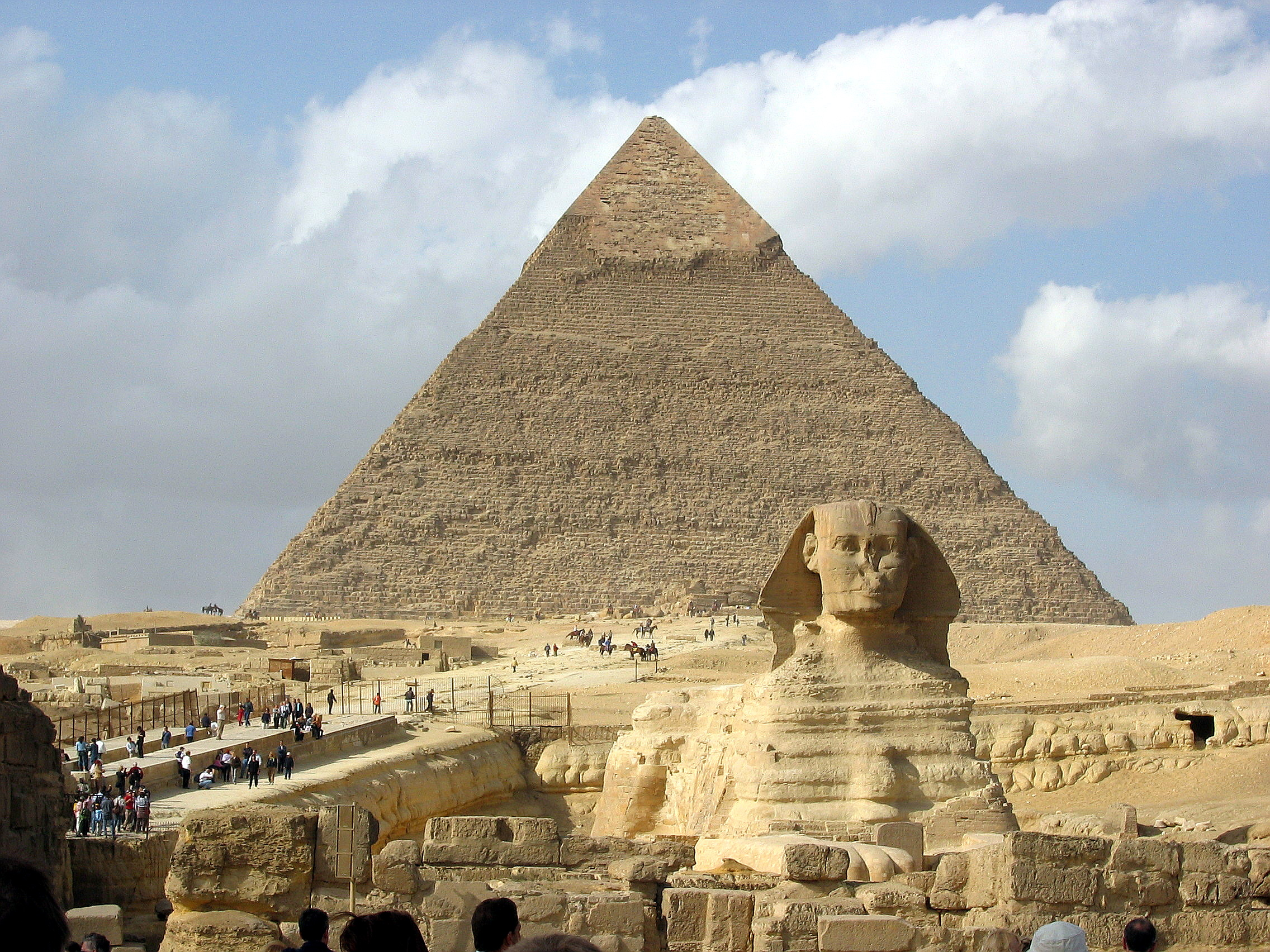
ピラミッドとスフィンクス。エジプト文明はメソポタミア文明と並ぶ世界最古の文明のひとつである。

文明（ぶんめい、英: civilization、ラテン語: civilizatio）は、人間が作り出した高度な文化あるいは社会を包括的に指す。

## 発生から初期の文明について

### 文明の発生
文明が発生するには、まず前提として農耕による食糧生産の開始と、それによる余剰農産物の生産がなければならない。最初期の農耕はオリエントの肥沃な三日月地帯において11,000年前、パプアニューギニアで9,000年前の証拠が発見されている。これらは、2万年前に最も寒くなった最終氷期の終わり、1万年前に相当する時期に当たる。この時期は紀元前5300年頃にはメソポタミアにおいて灌漑施設が建設されるようになり、ウバイド文明と呼ばれるメソポタミア最古の文明が成立した。その後、紀元前4000年ごろからはウルやウルクといった都市がメソポタミア南部に相次いで建設されるウルク期と呼ばれる時期に入り、紀元前3200年ごろには楔形文字が発明された。
なぜ人類社会が高度に組織化され文明が発生するようになったのかは明確にはわかっておらず、いくつかの説がある。この中で、乾燥化や地球寒冷化などによって人々がより条件の良い土地に移住して集中するようになり、その人口を支えるために大規模な農耕がおこなわれ、文明が成立したとする説がある。
- 地球寒冷化によってそれまでの分散していた生活環境が苛酷になった為、河川周辺への人口集中が促されるなど、文明の発生に大きな役割を果たすという説[注 1][注 2]。
- サハラ砂漠は2万年を頂点に12,000年前まで乾燥し、その後、7000年前まで森林が増え、5000年前まで森に覆われていた。その後、乾燥により砂漠化が今も進行している。砂漠化により、砂漠にとどまるものと、ナイル河畔に移動したものにわかれた。移動と共に生活様式を変えたものが、ナイル河畔で文明を創ったという説がある[注 3]。

### 初期の文明の特徴
西欧語の "civilization"（英語）などの語源は、ラテン語で「都市」「国家」を意味するキウィタス（civitas）に由来する。ローマ時代の文明とは、字義通りに都市化や都市生活のことであった。
初期の文明の要素
マルクス主義の考古学者ゴードン・チャイルド（1892年-1957年）の定義では、文明と非文明の区別をする指標として次のものを挙げている。
- 効果的な食料生産
- 大きな人口
- 職業と階級の分化
- 都市
- 冶金術
- 文字
- 記念碑的公共建造物（ピラミッドなど）
- 合理科学の発達
- 支配的な芸術様式

上記の定義は、ひとつの連続する過程として説明することができる。まず農耕が開始され、効果的な食料生産によって農耕民たちは大きな人口を抱えるようになる。またこれによって大きな余剰農産物が生まれ、その富を元にして農業以外を生業とするスペシャリストが生まれ、多様な職業に従事する人々が生まれる。同時に、食糧生産をより効率的にするためには灌漑施設の建設などの土木作業が不可欠であり、これを可能にするために社会の組織化が推進される。
こうした事業はしばしば豊穣などを神に祈るための信仰と結びつき、食糧余剰を管理しより増産を進めるための機構として神官団が生まれる。また、食糧生産の過程で富の偏在が生まれ、富裕なものは他者に対し優位に立つようになる。
この2つのシステムは結合し、こうして政府と階級が生まれる。上層の階級のものはその村落のみならずやがて周囲の村落にも影響を及ぼすようになり、一つのまとまった支配圏が誕生する。こうしてより富が集積されるようになり、さらに増えた人々やスペシャリストたち、そして支配階級のものがまとまって居住する支配や交易の拠点、いわゆる都市が誕生する。
支配層が統治の必要から社会システムを発展させていく中で、文字や記念碑的公共建造物、芸術様式を発達させていき、一つの文明が成立することになる。ただし上記の指標はすべてそろっていなければならないわけではなく、たとえばアンデス文明は文字を持たなかったし、アンデス文明およびアステカやマヤといったメソアメリカ文明においては冶金術も鉄器レベルまでには達していなかった。
チャイルドの定義以外に、すべての文明に共通するものとして次がある。
- 小麦、コメ、トウモロコシといった穀物の栽培は、その貯蔵のしやすさや大量に収穫できることなどから、多くの文明の基盤となるものだった。

また、ほとんどの文明においては家畜化された動物が一種類ないし数種類存在し、食糧供給源、動力、移動手段として大きな役割を果たした。
- 広範囲な貿易。文明以前から、世界各地において広範囲の交易ネットワークは成立しているが、文明の成立とともにこれはより大規模なものとなっていた。シュメールでは、国家管理された貿易商の集団が設置されていた。
- 単一の定住に比べてより広域な地域にまたがる組織や民族[注 4]。

初期の文明の機構
チャイルドは文明を構成する要素に注目したが、機構に注目すれば以下の定義により、政府やネットワークが浮かび上がる。
- 大きな人口を維持するには効果的な食料生産と食料分配の制度や分業・階層化を可能にする中心機構を持った政治システムが必要で、「文明とは国家という政治システムを持つ社会」という定義。
- いろいろな文化のサブ・システムを包含する、広域的ネットワークとして、広い範囲に普遍的に広がり、大規模で高度な組織、制度、統合がなされているという定義。

### 初期の文明の変遷と初期の完成、初期文明の型
文明のゆるやかな成立
新石器時代の狩猟採集から、原始的な農業を経て、村、町、都市へとゆっくりと発展して、文明が成立していくため、文明が一気に成立するわけではなく、文明に至る階段を登ることになる。例えば、シュメール文明は最古の文明の一つであるが、紀元前5300年頃のウバイド文明から、ウルク期の紀元前3200年の文字の発明まで2000年を要している。原始的農業を経て灌漑技術を生み出し、都市を構成し、冶金技術も生まれ、神官階級が文字を生み出し、歴史時代が始まる。
また、アンデス文明は、紀元前1000年ごろに文明が発生し、1500年ごろ滅んだが、この文明において文字は存在しなかった。冶金術はメソアメリカ文明ではあまり発達しなかった。
文明初期の灌漑と文明
シュメール文明の成立以前の、肥沃な三日月地帯にあった新石器時代のエリコやチャタル・ヒュユクのような初期定住社会は文字を持たない。これに対し、灌漑文明であるシュメール文明は文字を持ち、記念碑的施設を持っていた。メソポタミア文明・エジプト文明・インダス文明・黄河文明は、灌漑文明で、都市への定住と分業、パピルスや粘土板、竹簡に記された文字などの共通の特徴を持つ。
上記の四大文明はすべて大河の流域に存在しており、エジプト文明はナイル川、メソポタミア文明はティグリス川とユーフラテス川、インダス文明はインダス川、黄河文明は黄河をその存立基盤としていた。特にエジプト文明においては、ナイル川の氾濫は上流から肥沃な土を運んでくるものであり、その定期的な氾濫を利用した氾濫農耕が文明の基盤となった。そしてこの氾濫を管理する必要性から、文明が徐々に発達してきた。これに対し、特にメソポタミア南部のシュメール人居住地区ではナイル川流域に比べ氾濫が強力なものであり、このため氾濫は利用するよりも制御されるべきものとなって、かわりにこの地域には広く灌漑網が張り巡らされ、その灌漑農耕の管理を通じて文明が成長していった。
ただし、大河の存在は必ずしも文明成立の必須要件ではなく、メソアメリカ文明やアンデス文明においては文明圏内に文明すべてを支えきれるような大河川は存在していなかった。しかし大河がないからと言って灌漑がおこなわれていなかったわけではなく、上記文明以外でもすべての文明は食糧供給の基盤として灌漑農耕を据えており、これはアステカやインカといった新大陸の文明も例外ではなかった。アステカはチナンパ農耕と呼ばれる湿地での優れた灌漑農業システムを保持しており、また山岳地における用水路を利用した灌漑農耕も行われていた。インカにおいても各地で灌漑は行われていた。マヤ文明においても灌漑用の水路は概して規模は小さいものの各地で見つかっている。

### 文明の地域
独自の文化圏を持つ。視点により文明は異なる。
メソポタミア・エジプト地域

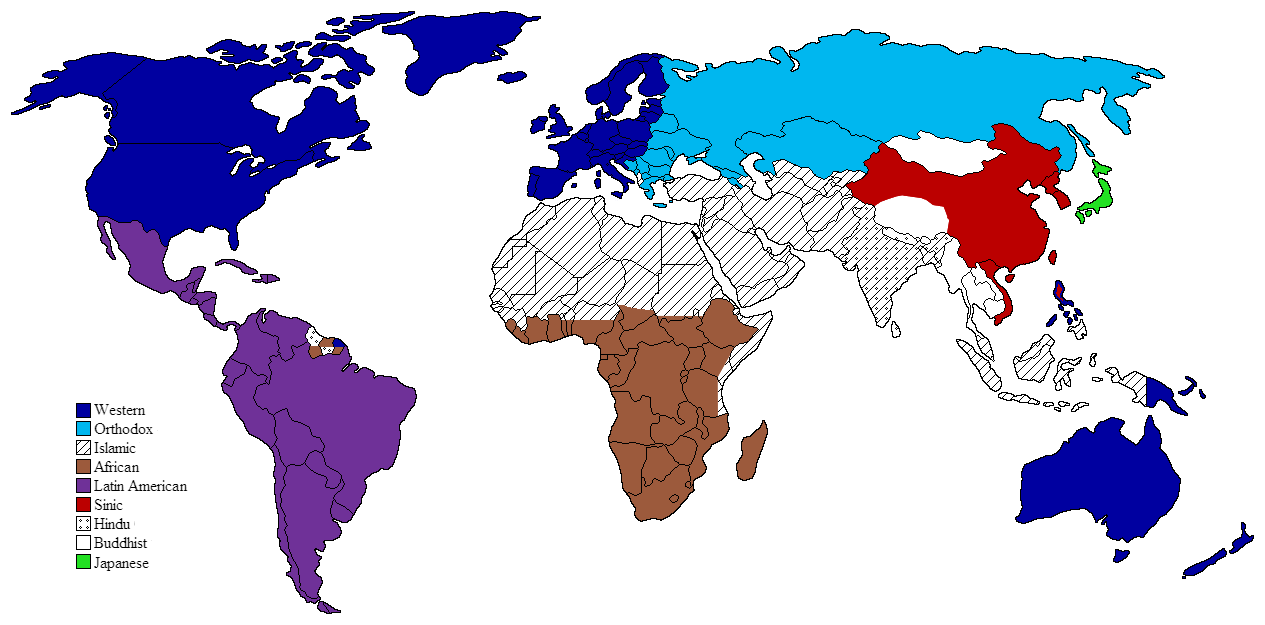
サミュエル・P・ハンティントンの『文明の衝突』の世界地図

- オリエント文明（ メソポタミア文明・ シリア・ フェニキア・ エジプト文明） ヒッタイト文化（鉄の文明、鉄はスキタイ、西欧、メソポタミアへ）
- インダス文明 (パキスタン地域、メソポタミアと交易、インドに含まれる)
- イスラム文明（メソポタミア・エジプト：ヒッタイト・ヘレニズムの後継）

中央アジア地域
- 中央アジア文明(バクトリア・マルギアナ複合)
- スキタイ文明[13]（騎馬、鉄を駆使する遊牧文明の原型、巨大都市を築く）

ギリシャ・ヨーロッパ地域
- ギリシア文明（ギリシャ・ ローマの文明）
- ヘレニズム文明（ギリシャ文明とオリエント文明の融合）
- ヨーロッパ文明 (西欧文明)
- 東欧文明(東方正教会文明=ギリシア正教文明)

アフリカ大陸
- アフリカ（中央・南アフリカ、北はアラブ文明）

南アジア地域
- インド文明（ヒンドゥー文明インダス文明を含むこともある）

東アジアン地域
- 中国文明

極東地域
- 日本文明

東南アジア地域
- 東南アジア文明[16]

アメリカ大陸
- メソアメリカ文明
- アンデス文明

文明の細分
- ギリシア文明
  - ミノア文明、 エーゲ文明、 キクラデス文明、 ミケーネ文明
  - ヘレニズム文明

- 中国文明
  - 黄河文明、
  - 長江文明、遼河文明

- メソアメリカ文明
  - オルメカ文明、 テオティワカン文明、 マヤ文明、トルテカ文明、 サポテカ文明、 ミシュテカ文明、 タラスカ王国、 アステカ帝国

- アンデス文明
  - チャビン文化、 ナスカ文化、 モチェ文化、 ティワナク文化、 シカン文化、 チムー王国、 インカ帝国

## 文明論
初期文明（古典古代）は、やがて崩壊し、中世になり、その中世はやがて、今我々が生きる文明に発展した。文明は初期だけでなく、中世から今に至る流れで多様化し、多くの分岐を生んだ。
ウェーバーは、文明の初期、各文明は似ている。しかし、各文明のわずかな違いが、その後の経路を分かち、文明は全く異なる形をとるとした。以後は、今の世界に至る直前までの各文明の特徴を分析する視点（文明論）になっている。

### 文明論の始まり
歴史学や考古学は、歴史の始まりを画すものとして文明を眺めた。もう一つは、直接文明を対象にするのではなく、未開に関心を寄せた文化人類学であった。両分野は手法と対象は異なるものの、文明の始まりという同じものを見ようとする。
文明として独立して論じたものは、比較的新しく、２００年ほど前である。
文明論の始まり、から初期の古典的な文明論の完成（トインビーの挑戦と応答）まで
フランソワ・ピエール・ギヨーム・ギゾー『ヨーロッパ文明史』、ヘンリー・バックル『イギリス文明史』などがある。近代ヨーロッパの考古学では人類の初期の古代文明のうち、特にエジプト文明の研究などから、「肥沃な三日月地帯」や「文明のゆりかご」（Cradle of civilization）という概念で研究した。
日本では、福沢諭吉は、1875年（明治8年）、『文明論之概略』で西洋文明と日本文明を比較した。哲学者の和辻哲郎は1935年（昭和10年）に『風土  人間学的考察』で、モンスーン（日本も含む）、砂漠、牧場の三類型の風土において独自の文化が形成されたと論じた。
挑戦と応戦
20世紀、オスヴァルト・シュペングラーは、『西洋の没落』において、ヨーロッパ中心史観・文明観を批判した。
アーノルド・J・トインビーは、文明とは、個人が強く識別する、最も広範囲なアイデンティティーに相当し、家族・部族・故郷・国家・地域などよりも広い、強固な文化的同一性であるとした。
そして、多くの文明への、「挑戦と応戦」の過程で、文明は発生し、興隆し、やがて終末を迎える。文明の終末において、新たな文明を生む繭が生まれ、古い文明を崩し文明を再生する。例えば、キリスト教会が、崩壊してゆく古代ローマ文明の中で繭として成長し、新しい文明を築いたと主張した。

## 文明の構造についての所説
文明の舞台と環境についての所説の登場
- 世界最初の文明は巨大河川での、灌漑であった。
- 1905年、マックス・ウェーバーは、プロテスタンティズムの倫理と資本主義の精神を書き、その後の一連の宗教社会学（分めりの比較）の端緒となる。物の見方が文明の構造と発展経路を決めるとした。
- 1944年、カール・ポランニーは『大転換－市場社会の形成と崩壊』で資本主義社会の市場構造の分析をした。
- 1949年、フェルナン・ブローデルは『地中海』で文明における海の役割を際立たせた。
- 1957年（昭和32年）、梅棹忠夫は『文明の生態史観』で砂漠の決定的な重要性について指摘し、生態学的な文明論を確立した[注 10]。
- 1960～1970年　角山栄　海を介した文明間の相互作用と影響を具体的に示し、海洋の役割を理論化し、文化人う医学的な経済学を確立した。これは、梅棹の文明の文化人類学的な研究手法を使った研究である。また、ウォーラスティンの世界システムと同じ内容で、先行研究にもなっている。
- 1974年、イマニュエル・ウォーラーステインは、資本主義経済を史的システムとする『近代世界システム』を打ちだした。ブローデルの影響が濃い。
- 1988年（昭和63年）、梅棹は、環境に制約された文明は、装置群、制度群として成り立っている。これらの文明の基礎は、やがて環境の制約を離れて環境に情報が取って代わり、情報を中心とした文明になると、『情報文明論』で述べた[21]。
- 1997年（平成9年）、角山栄などの海洋研究を受けて、川勝平太は、インド洋から東シナ海を中心とした交易圏の中での日本の文明の役割を文明の海洋史観として提示した。
- 1997年、ジャレド・ダイアモンドは、文明を成り立たせる要素及び人間の考え方が文明の成立や構造にどのような影響を与えるか、『銃・病原菌・鉄―1万3000年にわたる人類史の謎』で考察した。

### 文明の構造
文明の構造と分析の視点
農耕と穀物と都市、海と砂漠と交易
生産力、精神文化、制度
環境、そして、文明の核としての、道具と制度・精神と文化
文明に及ぼす環境の重要性の指摘と、環境が文明のタイプを決めるとする説は多い。梅棹は、環境に支配された状態で文明が起こり、それが遷移して発展するとした。その文明の核は、梅棹によれば、文化と精神で、その上に制度群・装置群が成立し、次第に発展して自然環境の制約を脱して、情報文明に至るとした。
文化による精神の枠組みが文明に及ぼす影響
社会や文明の中心は、精神や文化で、文明の核、根となっている。その上に、文明の制度や道具が乗っている。逆に、道具や制度が先に成立し、その上に精神や文化が花開くとする説もある。
ウェーバーの宗教歴史社会学は、精神がその発展の経路を決めるとした。古代ユダヤ教から、キリスト教とプロテスタントは、合理化の歴史で、その合理化が資本主義を生んだとする。
一方、マルクスは、技術の発達が制度を決め、社会や精神がその上に乗るとした。マルクス系の歴史、考古学は、文明論の初期には大きな影響を及ぼした。しかし、その後、多くの反論が出て、単純な生産力史観では説明がつかず、マルクス説をそのまま信じる学者は少ない。
文明の遷移と系列
日本において、梅棹忠夫は文明の変遷の原理をしめした。梅棹は1957年（昭和32年）に著した『文明の生態史観』で、生態学的気候区で「ユーラシア両端、日本・欧州」と、「ユーラシア中央部」とに2分し、2つの文明の型で遷移が異なるとした。砂漠の遊牧民が農耕地帯を征服し、文明が瓦解し、大陸中央部は遷移が起きず振り出しに戻る。これに対し、遊牧民の征服をまぬかれた日本と欧州は、文明が破壊されず遷移を繰り返し、平行進化するとした。。
情報と文明の到達点
文明とは、環境からの離脱の過程であり、装置群、制度群が次第に発達し、情報文明にいたるとする。
系列と系の間の移動　多系史観
また、村上泰亮の日本の家社会を例とした、文明はいろいろな系の間の移行により発達の経路が異なるという、文明の多系史観が発表された。村上は、梅棹の遷移理論に対し、文明発展の経路が偶然により異なり、また系の間を移ることがあり、一度経路が決まると、次の分岐点まで文明の型は変わらないとした。
砂漠と海洋
梅棹は、砂漠の遊牧民が文明に侵入し、崩壊を引き起こすことを示し、ユーラシア大陸の文明の構造と特徴が決まることを示した。
これに対し、ユーラシア大陸を取り囲む海が、交易の場となり、文明間を結び付け、相互の影響と一体化を進める海洋の道となることを、角山栄らは示した。砂漠と海がユーラシアの文明の骨格を決めている。
経済の構造
マルクス系のポランニーは、労働と土地は再生産出来ないが、資本主義の市場は再生産できない財を市場で取引するという特徴があり、資本主義体制の市場は普遍的なシステムではないと指摘した。そして、古代や未開民族の経済を調べ、いろいろな経済社会システムがあり、市場がなくとも経済構造を維持できることを示した。
灌漑の規模
灌漑の規模の大きさが、文明の構造を決めると言う説もある。チグリスユーフラテスやナイル、黄河や長江は巨大感慨が必要で、その建設や管理の為に、巨大な組織が必要になり、その結果、王権が強くなる。一方、灌漑が不要な所では、王権が力を持たず、議会制などが発達する。
交換の構造
交換が普通の社会システムとは限らない。それは、ポランニーが示した。さらに、交換は社会的交換と、個人的交換がある。公文俊平は、中世とは社会的な交換が支配する時代とした。社会的交換とは、長期的な視点で交換が行われ、短期交換に見られる、短期の利益均等ではなく、長期での利益均等を行う交換である。また、官職をも買取の対象となり、制度も売買されていた。
中世とは何か
この社会的な交換は、中世行われたものである。公文が中世を社会的な交換で特徴づけられるとするのに対し、村上は中世を"野蛮と文明の混交"とした。これは、ヨーロッパでは、中世は、ローマ文明の残渣とゲルマンの蛮族の混交で成立したことに対応している。日本においても、京都の体制に対する東国の野蛮な武士団が侵入したことで中世が成立した。
その他の文明論
2000年（平成12年）頃、梅棹の文明論を批判した多くの「…史観」が現れた。
- 川勝の文明の海洋史観
- 安田喜憲の文明環境史観
- 森谷正規の文明技術史観、文明のエネルギー史観
- 嶋田義仁のアフロ・ユーラシア内陸乾燥地文明論がある[注 13]。

時評としての文明論
- 「帝国」の概念と「文明」がオーバーラップするとしてノーム・チョムスキーは、500年にわたる西洋の帝国を経験的に記述した。[注 14]。[注 15]

- 東西冷戦が終わると、アメリカの勝利が明白になり、フランシス・フクヤマは『歴史の終わり』（1992年）で、民主主義と自由経済が文明の最終形態で、王朝の交代や、革命という大変革は起きないとした。
- その後、アラブの問題が生起し、サミュエル・P・ハンティントンが、『文明の衝突』で、キリスト教やイスラム教などの宗教を中心とする文明間の対立や摩擦が21世紀の国際政治の特徴になると主張した。

　文明と野蛮・未開
文明は、人道的、寛容で、合理的なもので、逆に野蛮は、非人道的で、残酷で、不合理なものとされた。しかし、野蛮や未開の方が逞しさ、自由、道徳性の点で優れているという考え方もある。高貴な野蛮人はロマン主義として一大流行した。 文明論の背景には、文明的西欧、半未開あるいは半文明のアジア諸国、未開のその他地域と言う考えが潜んでいる。
啓蒙主義の時代には、文明は野蛮を征服し教化すべきと考え、侵略と支配を正当化した（帝国主義、進化論）。チョムスキーは。このような文明論の概念を帝国主義の視点から批判した。